# Reitzendorfer Windmühle

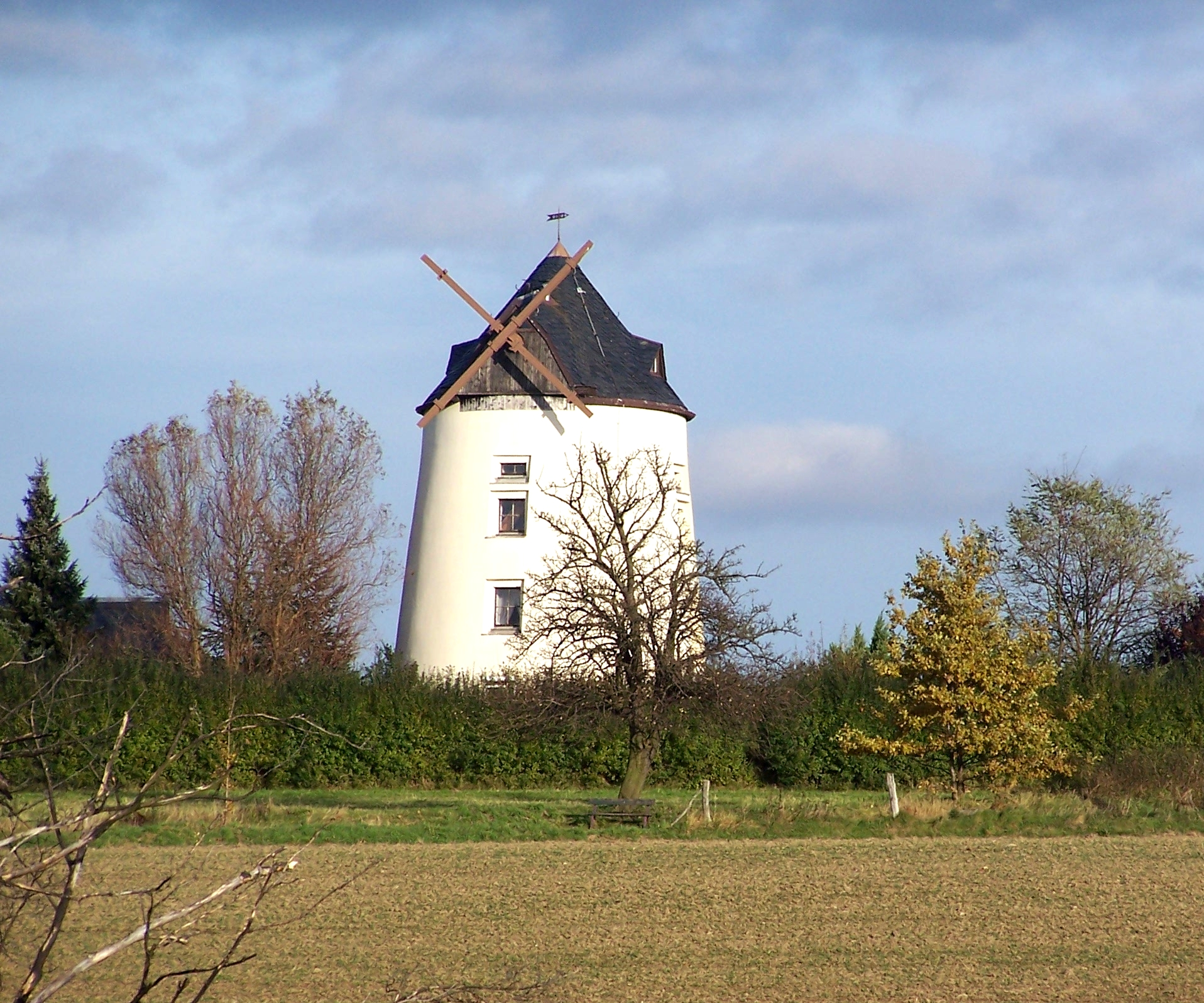
Reitzendorfer Windmühle

Die Reitzendorfer Windmühle ist eine ehemalige Windmühle in Reitzendorf, einem Ortsteil der zur sächsischen Landeshauptstadt Dresden gehörenden Ortschaft Schönfeld-Weißig. Die 1861 errichtete Mühle ist als Kulturdenkmal geschützt. Aufgrund ihrer Lage wird sie auch als Windmühle bei Zaschendorf bezeichnet.

## Geschichte
Der Müllermeister Karl Gierth ließ die Windmühle 1861, zunächst als Bockwindmühle, südöstlich des Dorfes Reitzendorf auf der Zaschendorfer Höhe errichten. Sie diente als Getreidemühle und entlastete die ortsansässigen Bauern, die bis dahin auf weiter entfernt liegende Wassermühlen, wie die Meixmühle oder die Keppmühle, angewiesen waren. Die Mühle wurde später zu einer Holländerwindmühle umgebaut. Während eines Unwetters am 31. Oktober 1919 wurden die Flügel der Windmühle zerstört, auch der Wellenkopf fiel dem Wetter der folgenden Jahre zum Opfer. Um den Betrieb aufrechtzuerhalten, wurde durch den damaligen Müller Zander ein Dieselmotor installiert. Die Mühle war bis 1927 in Betrieb. Danach wurde die Windmühle dem Verfall preisgegeben.
Im Jahr 1987 wurde mit der Restaurierung und dem Umbau der Mühle begonnen. Die Bauarbeiten waren 1990 abgeschlossen, die Mühle wurde seitdem als Wohngebäude genutzt. Außerdem war sie Sitz eines Unternehmens, welches sich mit dem Aufbau historischer Mühlen beschäftigte. Die Innenräume der Mühle wurden ab 1990 durch die gewonnene Energie der Flügel beheizt. Ein Sturm im Jahr 1997 zerstörte erneut die Flügel der Windmühle, danach wurden diese nicht mehr rekonstruiert. Seit 2010 steht die Mühle leer. Sie gilt als eines der Wahrzeichen des Schönfelder Hochlands.

## Ausführung
Die Reitzendorfer Windmühle ist eine etwa 14 Meter hohe konische Turmholländerwindmühle mit einem Durchmesser von acht Metern an der Basis und 6,30 Metern an der Haube. Die vier Flügel waren als Türenflügel konstruiert und maßen jeweils acht Meter in der Länge.